# Champagny (isola)
Champagny, conosciuta dai proprietari locali come Nimenba, è un'isola al largo della costa del Kimberley, regione dell'Australia Occidentale.

## Caratteristiche
Situata sul lato occidentale della baia di Camden e parte delle isole Champagny (all'interno dell'arcipelago Bonaparte), l'isola si estende su un'area di circa 13,37 km² (1.337 ha).
Si trova all'interno del Camden Sound Marine Park, istituito nel 2012, copre un'area di 7.062 chilometri quadrati. Il parco è il secondo più grande dell'Australia Occidentale, dopo la Baia degli Squali, e si collega al parco nazionale del Prince Regent. L'area comprende anche la scogliera di Montgomery e il bacino di San Giorgio.

### Fauna
La fauna sull'isola di Champagny è caratterizzata da diverse specie di uccelli, ovvero la quaglia della Tasmania, la garzetta di Reef, il falco bruno, il chiurlo piccolo, l'occhione maggiore australiano, la beccaccia di mare fuligginosa, la tortora spallebarrate, il cuculo bronzeo di Horsfield, il gruccione iridato e il corriere caporosso.

## Storia
I tradizionali proprietari aborigeni australiani dell'area sono i popoli Dambimangari del gruppo linguistico Worrorran, che chiamano l'isola con il nome di Nimenba.
L'isola fu denominata da Nicolas Baudin nel 1801 in onore del diplomatico e statista francese Jean-Baptiste de Champagny, conte di Nompère e duca di Cadore.